# Aspidostoma giganteum
Aspidostoma giganteum is een mosdiertjessoort uit de familie van de Aspidostomatidae. De wetenschappelijke naam van de soort is, als Eschara gigantea, voor het eerst geldig gepubliceerd in 1854 door Busk.